# Saint-Thélo
Saint-Thélo település Franciaországban, Côtes-d’Armor megyében. Lakosainak száma 377 fő (2022. január 1.). Saint-Thélo Grâce-Uzel, Merléac, Le Quillio, Saint-Caradec, Saint-Hervé, Trévé és Uzel községekkel határos.

## Népesség
A település népessége az elmúlt években az alábbi módon változott:
| Lakosok száma | 676  | 531  | 458  | 434  | 417  | 410  | 420  | 395  | 383  | 377  |
|               | 1968 | 1982 | 1990 | 2006 | 2013 | 2015 | 2017 | 2019 | 2020 | 2022 |